# Fledermausquartier Bunker Zerweliner Heide
Fledermausquartier Bunker Zerweliner Heide este o arie protejată (arie specială de conservare — SAC, sit de importanță comunitară — SCI) din Germania întinsă pe o suprafață de 20,17 ha, integral pe uscat.

## Localizare
Centrul sitului Fledermausquartier Bunker Zerweliner Heide este situat la coordonatele 53°18′43″N 13°36′50″E / 53.3119°N 13.6139°E.

## Înființare
Situl Fledermausquartier Bunker Zerweliner Heide a fost declarat sit de importanță comunitară în martie 2004.

## Biodiversitate
Situată în ecoregiunea continentală, aria protejată nu include niciun habitat protejat.
La baza desemnării sitului se află mai multe specii protejate de  mamifere (2): liliac cârn (Barbastella barbastellus), liliac comun (Myotis myotis).
Pe lângă speciile protejate, pe teritoriul sitului au mai fost identificate 2 specii de mamifere.